# لنا (حزب سیاسی)
لَنا, رسماً لَنا – حزب سوسیال دموکرات (عربی: لنا – حزب دمکراتیک اجتماعی) یک حزب سیاسی اصلاح طلب است که در لبنان تأسیس شد و بر اساس انقلاب ۱۷ اکتبر تأسیس شد.

## انتخابات عمومی ۲۰۲۲
در جریان انتخابات سراسری لبنان در سال ۲۰۲۲، این حزب در منطقه جبل لبنان ۴ (علی - چوف) با نامزد حلیمه کاکور که بخشی از لیست «توحدنا لل تقیر» بود و برای کرسی سنی‌ها نامزد شد، شرکت کرد. این لیست از اصلاح‌طلبان دیگری مانند اصلاح‌طلبان در حزب تقدّم و نامزدهای مستقل انقلاب ۱۷ اکتبر تشکیل شده بود. هدف آنها تغییر وضعیت موجود بود، زیرا دولت فعلی به دلیل سوءمدیریت و فساد، کشور را به سمت فروپاشی اقتصادی هدایت می‌کند. حلیمه کاکور با ۶۶۸۴ رای به کرسی خود رسید و یکی از ۸ زنی شد که در انتخابات پارلمانی ۲۰۲۲ کرسی را به دست آوردند.